# 乌斯特雷姆
是2021年法国制作的一部电影，由埃里克·格拉韦尔执导，朱丽叶·比诺什等人出演的一部电影，该电影主要讲述一个作家为了寻找题材，伪装成普通人去打工的故事。
该作在2021 年戛纳电影节上放映。最初计划于2021年在全国上映，后因为一些原因而导致其上映时间推迟到2022年1月12日。

## 電影內容简介
一个作家为了写一部关于工人遇到的困境的图书，于是伪装成清洁工去和一般工人一样的去工作，虽说她在这之中遇到了很多的困难，但是她却遇到了几个真心对待她朋友。
而有那么一天，有一个顾客认出了她，并当众叫出了她的名字，而后她的这几个朋友认为她骗了她们，自然是故意躲着她，而作家得知这些后，于是只好不再伪装，并把写好的作品发布了出来。
虽说她的一部分同事认为这个作品能帮助他们发声，但是之前和作家叫好的那些朋友却和作家产生了芥蒂……

## 演员表
- 海伦·兰伯特
- 路易莎·波切卡
- 史蒂夫·帕帕吉安尼斯
- 奥黛·鲁伊特
- 朱丽叶·比诺什
- 杰瑞米·勒切瓦利尔
- 凯文·马斯皮姆比
- 蕾雅·加尼

## 创作背景
- 经过多家制作公司与Florence Aubenas3多年的探讨，Florence Aubenas终于在 2015年接受了现实作家兼导演Emmanuel Carrère，同意将她的书改编成电影。Florence Aubenas从2005 年的之后就没有拍过电影或纪录片。[3][4]
- 该作中除了主演，很多演员都为了是否要出演该作而考虑了很久。[5]
- 该作的拍摄地点在諾曼第大區。

## 票房
- 在法国影院上映当天，该作在新上映的电影的票房中获得了第三名，然而在几周后票房就开始下跌。

## 所获奖项
- 2021 年威尼斯电影节 ：
  - 在第74届戛纳国际电影节，导演双周单元中，该作入围。

## 備註
1. ↑  （英文） Fabien Lemercier, « Filming commences on Emmanuel Carrère's Le Quai de Ouistreham » （页面存档备份，存于）, Cineuropa, 11 mars 2019
2. ↑  . 2 June 2022  [2022-11-20]. （原始内容存档于2022-11-20）.
3. ↑  Robin Cannone, « Juliette Binoche dans la peau de la journaliste Florence Aubenas sur Le Quai de Ouistreham » （页面存档备份，存于）, Le Figaro, 9 octobre 2018.
4. ↑  « Florence Aubenas au cinéma » （页面存档备份，存于）, Le Journal du dimanche, 31 mai 2015.
5. ↑  Brigitte Baronnet, « Juliette Binoche jouera Florence Aubenas dans l'adaptation du Quai de Ouistreham » （页面存档备份，存于）, Allociné, 28 septembre 2018.